# Michael Jackson: The Experience
『Michael Jackson: The Experience』（マイケル・ジャクソン: ザ・エクスペリエンス）とは、アメリカなどでは2010年11月23日、フランスなどでは11月25日に発売されたコンピューターゲーム（地域ごとの発売日の詳細はテンプレート参照）。一部地域では、Michael Jackson: The Game（マイケル・ジャクソン: ザ・ゲーム）と表記されている（ベトナム語版ウィキペディア参照）。当初アメリカ・カナダ・フランスではWiiとXbox 360およびPlayStation 3との発売日は別に設定されていたが、一旦一部地域では同日発売に変更された。しかしながら再度2011年春（ないしは3月）の発売に変更された。
iPad版およびPlayStation Vita版のタイトルは『MICHAEL JACKSON THE EXPERIENCE HD』（マイケル・ジャクソン ザ・エクスペリエンス エイチディー。以下HD）となっている。ヴィータ版はローンチタイトルのひとつとして発売された。なお、HDを冠しているものの、ヴィータは720pixels以上の垂直ピクセル数という必要条件を、iPadは16:9という十分条件を満たしていない。

## 概要
2009年に死去したマイケル・ジャクソンの楽曲を聞きながら、指定されたポジションを取るないしはボタンを押す作品。マイケル・ジャクソンの遺産管理団体が監修している。PlayStation 3およびXbox 360では周辺機器（PlayStation 3ではPlayStation Move、Xbox 360ではKinect）を用いて遊ぶ作品になっている。
日本では、当初2010年9月16日～9月19日に開催された『東京ゲームショウ2010』でWii版のみが出展され、専用ブースが設けられた。ゲームショウ内の専用ブースでは、およそ1時間おきにプロのダンサーがゲームに合わせて踊るというパフォーマンスが行われていたが、ユーザーが自由に試遊することはできなかった（壇上から指名されて試遊する仕組み）。その後、10月28日に公式発表がなされ、Wii、PlayStation 3、Xbox 360での発売が決まった。その後長らく発売日未定のまま進行していたが、2011年9月12日に3機種とも12月8日の発売が決定した。なお、限定版（リミテッドエディション）の発売も決まり、I "HEART" MJ　オフィシャルTシャツが同梱されている。2011年9月15日～9月18日に開催された『東京ゲームショウ2011』では、PlayStation 3とXbox 360版がハードメーカーからプレイアブル出展された。ユービーアイソフトは流通元のスクウェア・エニックスから出展していたが、そこでは映像のみの出展に留まっている。

## システム
Wii、PlayStation 3、Xbox 360での作品内では、ユービーアイソフトが開発した「Player Projection」というシステムを用いており、Wiiではコントローラーと画面左上に表示されるモーションとを合わせていき、マイケル自身になって踊るかバックダンサーとして踊るかを選択する形になっている。なお、マイケルとバックダンサーの振り付けはそれぞれ異なっている。また複数プレイも可能。Xbox 360・PlayStation 3では画面右側に表示されるモーションとプレイヤーの動きを合わせていく仕組み以外にもカラオケ機能が搭載されている。
ニンテンドーDSでは、下画面（タッチパネル）で指定された場所をタップする方式になっている。またタッチペンを左右に指定された流れでスライドさせるようなトリッキーな動きも必要になる。PlayStation Portableでは指定された場所に来た時にタイミングよく指定されたボタンを押すようになっている。
HDでは表面（PS Vita版では背面も）のタッチパネルを利用して指定された操作（タップないしはスライド）を行う。操作の上手下手でバックで踊っているダンサーが増減していく。難易度はルーキー・ミディアム・エキスパートの3段階。iPad版はプリインストール4曲+アドオン、PS Vita版は15曲のプロモーションビデオが収録されている。

## 収録曲
※東京ゲームショウ2010では、☆の曲が公開された。
※アルファベット順。イギリス版の公式サイトによる。携帯ゲーム機版では一部の曲が削除されている。
※★はHDにも収録されている曲。
- Another Part of Me
- Bad★
- Beat It★
- Billie Jean☆★
- Black Or White（Rap Version）☆★
- Dirty Diana
- Don't Stop 'Til You Get Enough
- Earth Song
- Ghosts
- Heal the World
- In the Closet
- Leave Me Alone
- Money
- Remember the Time
- Rock With You
- Smooth Criminal☆★
- Speed Demon
- Streetwalker
- Sunset Driver
- The Girl Is Mine
- The Way You Make Me Feel
- They Don't Care About Us
- Thriller★
- Wanna Be Startin' Somethin'
- Who Is It
- Will You Be There
- Workin' Day and Night